# As-Sa'iqa
As-Sa'iqa (arabisch الصاعقة, DMG aṣ-Ṣāʿiqa) ist eine baathistische palästinensische Organisation.
Die as-Sa'iqa wurde 1966 von der syrischen Baath-Partei gegründet und hat zahlreiche Terroranschläge verübt.

Logo der As-Sa'iqa